# Церковь Феодоровской иконы Божией Матери (Янтарный)
Церковь Феодоровской иконы Божией Матери (Феодоровский храм) —  православный храм в посёлке Янтарный Ростовской области. Относится к Аксайскому благочинию Ростовской и Новочеркасской епархии.

## История
Когда 16 августа 2012 года митрополит Ростовский и Новочеркасский Меркурий посетил с рабочим визитом Аксайское благочиние, в результате встречи было принято решение о создании в поселке Янтарный православного прихода и строительства первого в поселке храма В честь иконы Божией Матери Феодоровской. В феврале 2013 года приход был зарегистрирован. Территория нового прихода включает в себя три поселения — посёлки Янтарный и Водопадный, а также хутор Камышеваха.
7 января 2014 года на месте будущего строительства храма был открыт временный храм из дерева, где 6 февраля этого же года было совершено первое в истории прихода богослужение Божественной Литургии. Собираются средства на строительство нового каменного храма.
В апреле 2014 года в Феодоровском приходе начали деятельность воскресная школа для взрослых и воскресная учебно-воспитательная группа для детей. В 2016 году начало свою деятельность молодёжное приходское объединение.
Настоятель Феодоровского храма — иерей Виктор Георгиевич Александров.